# Chronologie de catastrophes industrielles
 (octobre 2009).
Si vous disposez d'ouvrages ou d'articles de référence ou si vous connaissez des sites web de qualité traitant du thème abordé ici, merci de compléter l'article en donnant les références utiles à sa vérifiabilité et en les liant à la section « Notes et références ».
Cette chronologie des catastrophes industrielles, non exhaustive, présente une liste de sinistres à caractère industriel (n'ayant donc pas une cause naturelle) par ordre chronologique. Les sinistres présentés peuvent résulter, selon les cas, d'un accident, d'une négligence ou d'une incompétence, ou d'une combinaison quelconque de ces facteurs. Ils ont généralement comme conséquences un nombre plus ou moins importants de morts, de blessés ou de disparus, ainsi que d'importants dégâts matériels, et ces conséquences peuvent être à effet immédiat ou différé.
Certains de ces accidents, constituant un cas d'école ou ayant un caractère exceptionnel, ont conduit à mettre en place ou renforcer la réglementation des activités industrielles concernées, la directive Seveso, qui tire son nom de la catastrophe de Seveso. En outre, certains cas ont fait l'objet de procès en vue de déterminer les responsabilités ou les indemnisations aux victimes.
Les coups de grisou constituant un type même de catastrophe industrielle, on pourra en examiner la liste spécifique.

## XVIIesiècle

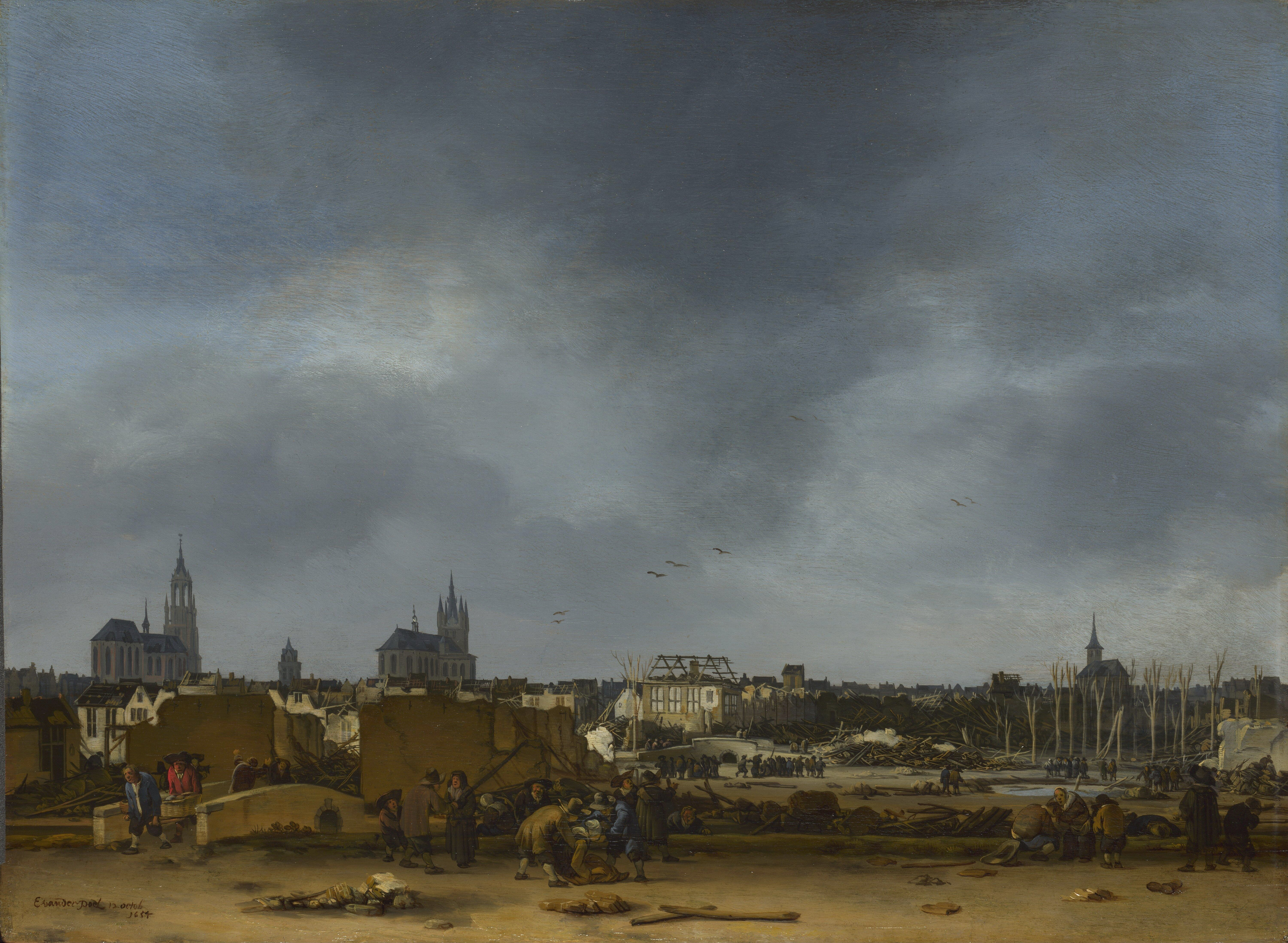
L'Explosion de la poudrière de Delft, par Egbert van der Poel (1621-1664), v. 1654.

Le 12 octobre 1654, à Delft, dans les Provinces-Unies (aujourd'hui les Pays-Bas), l'explosion de la poudrière cause la mort de sans doute plus d'une centaine d'habitants parmi lesquels le peintre Carel Fabritius, dont une grande partie de l’œuvre disparaît avec lui, et détruit une grande partie de la ville.

## XVIIIesiècle
- Le 31 août 1794, à Paris (France), l'explosion de la poudrière de Grenelle se produit en pleine zone urbaine. Elle fait suite à la mise en place de nouvelles méthodes de travail permettant d'augmenter sa capacité de production. Un millier de victimes est dénombré parmi les employés et la population riveraine. Les secours aux victimes et la reconstruction des maisons suscitent un immense élan de solidarité au sein de la population parisienne. À la suite de cette catastrophe, la prise de conscience des risques induits par les activités de nature industrielle a contribué au fondement de la réglementation française sur les établissements dangereux par le décret impérial de 1810[1] ;
- Le 5 Prairial, an 8 (25 mai 1800), à Nantes (France), l'effondrement du plancher du premier étage de la Tour des Espagnols du Château des ducs de Bretagne provoque l'explosion des poudres et boulets qui y étaient entreposés. La déflagration détruit 101 maisons et provoque la ruée vers les portes de la ville de 25 000 personnes effrayées par l'explosion. La tour est rasée ; il n'en subsiste aujourd'hui que les fondations visibles dans les douves. La chapelle et les archives du château sont détruites. Le bilan est de 60 morts et 108 blessés.

## XIXesiècle
- le 28 février 1812, à 16 km de Liège (Belgique, à l'époque dans l'Empire français), l’invasion subite des eaux dans la mine de Beaujonc, enferme 127 mineurs dans un étroit espace. Pendant cinq jours et cinq nuits, ceux-ci travaillent sans relâche à surmonter les obstacles s’opposant à leur délivrance. L'héroïsme et la force d’âme d'un maître mineur, Hubert Goffin permet à 70 ouvriers d'en sortir vivants ;

- le 10 avril 1824, à Ronchamp (Haute-Saône, France), la première catastrophe du puits Saint-Louis constitue le tout premier coup de grisou dans le bassin minier de Ronchamp et Champagney (Haute-Saône) et l'un des premiers de France. Il apparaît également comme l'un des plus meurtriers de l'histoire des houillères de Ronchamp, faisant vingt morts et seize blessés. Cette catastrophe marque profondément la population locale et l'opinion nationale, remettant en question la sécurité dans les mines grisouteuses et les conditions de l'aérage. Au 1er juillet 1824, l’Administration des Mines décide d'imposer la première lampe de sûreté primitive Davy ;
- le 2 mars 1827, à Lyon, (Rhône, France), le Drerheims, un bateau à vapeur, effectue ses premiers essais sur le Rhône aux abords de la rive gauche. Sa chaudière explose, et il coule aussitôt, non sans expulser ses débris sur les badauds attroupés sur le quai. On dénombre 28 morts et de nombreux blessés[2] ;
- le 10 janvier 1860, à Lawrence, (Massachusetts, États-Unis), l'effondrement de la fabrique Pemberton Mill (en) survient sans aucun signe précurseur. On estime que 145 ouvriers sont tués et 166 blessés ;
- le 11 octobre 1861, à Bessèges (Gard), l'inondation de la mine provoque la mort de 106 ouvriers ;
- le 12 septembre 1867, à Montceau-les-Mines (Saône-et-Loire, France), un coup de grisou au puits de Cinq-Sous, appelé depuis de Sainte-Eugénie, entraîne la mort de 89 ouvriers[3]. D'autres explosions ont eu lieu : le 23 avril 1851 (6 victimes), le 29 septembre 1853 (13 victimes), le 8 novembre 1872 (41 victimes) ;
- le 18 novembre 1869, à Bully-les-Mines (Pas-de-Calais, France)[4], au fond de la fosse du puits no 1 et à 300 m de l'axe du puits, les gaz chauds d'une machine à vapeur mettent le feu aux bois de soutènement et aux parties charbonneuses des remblais du conduit des fumées. Lors de la tentative d'étouffement du feu, dix neuf personnes périssent asphyxiées, dont neuf enfants qui, légalement, n'auraient pas dû travailler[5],[6] ;
- le 2 mai 1878, à Minneapolis (Minnesota, États-Unis), l'usine Washburn "A" (en) est détruite à la suite de l'explosion de poussières de farine. Il y a dix huit morts. L'usine est reconstruite avec des technologies plus récentes. L'explosion amène à réviser les normes de sécurité dans l'industrie minotière ;
- le 14 janvier 1885, à Liévin (Pas-de-Calais, France), un coup de grisou et un coup de poussier dans le puits no 1 de la Compagnie des mines de Liévin font 28 morts[7] ;
- le 31 mai 1889, en amont de Johnstown (Pennsylvanie, États-Unis), la rupture d'un barrage fait 2 200 morts[8],[9].
- le 27 avril 1895, rupture du barrage de Bouzey (Vosges, France), qui fait 87 morts directement et une centaine par la dégradation des conditions sanitaires[10],[11].

## XXesiècle

### Années 1900, Années 1910 et Années 1920
- Le 19 mai 1902, à Fraterville dans le Tennessee (États-Unis), une explosion dans la mine de charbon fait 216 morts[12].
- le 20 mars 1905, à Brockton (Massachusetts, États-Unis), après l'explosion d'une chaudière sous pression dans l'usine Grover Shoe (en), l'immeuble s'effondre et prend feu, faisant 58 morts et 150 blessés[13] ;
- le 10 mars 1906, à Courrières, dans le Pas-de-Calais (France), la Catastrophe de Courrières se classe comme la plus grave catastrophe minière d'Europe. Du nom de la compagnie des mines de Courrières, alors exploitant du gisement de charbon), elle fait 1 099 morts à la suite d'un coup de poussière sur les territoires de Billy-Montigny (fosse 2 dite Auguste Lavaurs), Méricourt (fosse 3 dite Lavaleresse), Noyelles-sous-Lens et Sallaumines (fosse 4/11 dite Sainte-Barbe). L'émotion soulevée est à l'origine d'un vaste mouvement de grève débouchant sur l'instauration du repos hebdomadaire. À partir de cette époque, les lampes à feu nu sont bannies ;
- le 15 mars 1907, à Petite-Rosselle (Moselle, France), un coup de grisou fait 83 morts au puits Vuillemin. D'autres suivent le 10 janvier 1948 faisant 24 morts, et le 21 novembre 1958 faisant 12 morts. En 1929, une nouvelle catastrophe se produit également au puits Saint-Charles, faisant 25 morts ;
- le 20 janvier 1909, à Chicago (Illinois, États-Unis), pendant la construction d'un tunnel de captage d'eau potable pour la ville, le feu se déclare dans une canalisation temporaire utilisée pour l'accès vers un point intermédiaire du tunnel. Le feu commence dans un magasin de dynamite et enflamme le dortoir en bois hébergeant les ouvriers. 46 d'entre eux survivent en se jetant dans le lac et en grimpant sur les glaçons ou sur le merlons de déblais proches. Près de 60 personnes meurent dont 29 brûlées au-delà de toute possibilité de reconnaissance. La plupart des autres se noient ou meurent gelées dans le lac et ne sont pas retrouvées[14],[15],[16] ;
- le 13 novembre 1909, à Spring Valley (Illinois) : un incendie provoque la mort de 259 mineurs à la mine Saint-Paul, de la Coal Company Cherry. C'est l'une des pires catastrophes minières aux États-Unis (certaines sources évoquent 400 victimes ) [17],[18];
- le 25 mars 1911, à New York (New York, États-Unis), plus de 100 ouvrières trouvent la mort dans l'incendie de l'usine Triangle Shirtwaist, soit directement brûlées, soit après avoir sauté par la fenêtre pour y échapper. Ce sinistre contribua à la mise en place de la législation relevant les critères des normes de sécurité et à l'augmentation des effectifs du syndicat ouvrier International Ladies' Garment Workers' Union, qui luttait pour de meilleures conditions de travail dans les ateliers de misère fréquents dans cette industrie ;
- le 3 septembre 1912, à Divion (Pas-de-Calais, France), un coup de grisou dans la fosse La Clarence de la Compagnie des mines de La Clarence fait 79 morts ;
- le 14 octobre 1913, à Senghenydd, dans le comté de Glamorgan (Pays de Galles), la catastrophe minière de Senghenydd (en), s'affirme comme la pire catastrophe minière du Royaume-Uni avec la mort de 439 ouvriers ;

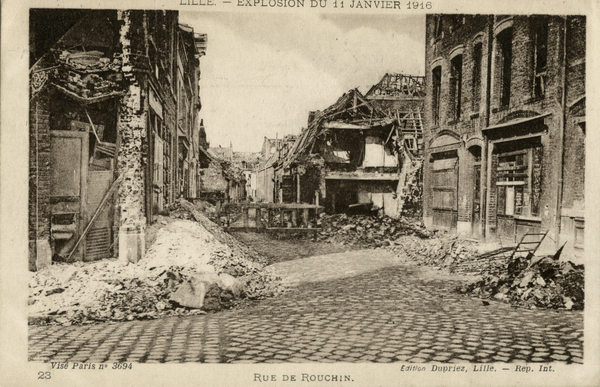
Rue de Ronchin après l'explosion des dix-huit ponts.

- le 11 janvier 1916, à Lille (Nord, France), l'explosion du dépôt de munition allemand des dix-huit ponts fait 104 morts ;
- Le 1er mai 1916 à La Rochelle (Charente-Maritime, France), l'explosion de l'usine de mélinite Vandier & Despret fait 177 morts et plus de 150 blessés[19].
- le 6 décembre 1917, dans le port d'Halifax, en Nouvelle-Écosse (Canada), l'explosion du navire Mont-Blanc survient à quai, lors du chargement de 9 000 tonnes de munitions hautement explosives. 2 000 personnes sont tuées et 9 000 sont blessées, alors qu'une partie de la ville est soufflée par l'explosion ;
- le 4 octobre 1918, à Sayreville (New Jersey, États-Unis), l'explosion de l'usine de munitions T. A. Gillespie Company (en) tue approximativement 100 personnes, détruit 300 immeubles et cause 18 millions de dollars de dégâts. Un sinistre similaire se reproduit à proximité le 19 mai 1950 ;
- le 15 janvier 1919, à Boston (Massachusetts, États-Unis), la Grande inondation de mélasse se produit lorsqu'un gros réservoir de mélasse éclate et qu'une vague de mélasse envahit les rues à la vitesse estimée de 56 km/h, faisant 21 morts et 150 blessés. L'événement est entré dans le folklore local, et les habitants affirment qu'aux chaudes journées d'été, l'endroit sent encore ;
- Le 16 janvier 1920, à Aix-les-Bains (France), l'usine pyrotechnique Collombert explose et provoque un incendie entraînant la mort d'au moins 8 personnes et causant plusieurs dizaines de blessés.
- le 21 septembre 1921, à Oppau (Allemagne), l'explosion du silo d'Oppau, se produit dans un silo contenant environ 4 000 tonnes d'un mélange de nitrate et de sulfate d'ammonium, destiné aux engrais. Elle cause le décès de 500 à 600 personnes et dévaste la ville ;
- le 1er mars 1924, à Edison (New Jersey, États-Unis), la catastrophe de Nixon Nitration Works concerne l'explosion d'une usine de traitement du nitrate d'ammonium. Elle fait 24 morts et 100 blessés. Plusieurs bâtiments sont détruits ;
- de 1927 à 1932, près de Gauley Bridge (Virginie-Occidentale, États-Unis), la catastrophe du Hawks Nest Tunnel (en), désigne une épidémie de silicose survenue à l'occasion du creusement d'un tunnel de dérivation. Elle s'est déroulée sur plusieurs années et qui tua, selon les estimations entre 476 et 1 000 ouvriers. Elle est considérée comme la pire catastrophe industrielle survenue aux États-Unis.

### Années 1930
- Le 21 octobre 1930, la catastrophe minière de la fosse Anna (de) à Alsdorf en Allemagne, dans le bassin minier rhénan, fait 271 morts sur le coup parmi les mineurs ; 28 meurent de leurs blessures ;
- en décembre 1930, à Engis, près de Liège (Belgique), une inversion de température combinée avec une concentration de gaz polluants cause une soixantaine de morts et incommode des milliers de personnes ;
- de 1932 à 1968, dans la baie de Minamata, au Japon, une catastrophe sanitaire de grande ampleur est causée par le rejets industriels contenant du mercure. La Chisso Corporation (en), un fabricant d'engrais, devenu ultérieurement une entreprise de pétrochimie fut tenue pour responsable de 37 années de pollution de la baie. On estime que plus de 3 000 victimes sont soit décédées, soit ont subi des déformations physiques ou un empoisonnement sévère au mercure par ce qu'il a été convenu d'appeler la maladie de Minamata ;
- le 22 septembre 1934, à Gresford, près de Wrexham au Pays de Galles, dans des mines de charbon, la catastrophe de Gresford (en), un coup de grisou suivi d'un gigantesque incendie tuent 266 hommes[20] ;
- le 16 avril 1936, à Saint-Chamas (Bouches-du-Rhône, France), l'explosion de la poudrerie provoque 53 morts. Le 4 avril 1940, une nouvelle catastrophe fait encore 11 victimes. La poudrerie ferme définitivement en 1974.

### Années 1940
- Le 26 avril 1942, à Benxi, (province de Liaoning, Chine), la catastrophe de la mine de Benxihu fait 1 549 morts. C'est la plus grave catastrophe minière de tous les temps ;
- le 29 avril 1942, à Tessenderlo (Belgique), l'explosion de l'usine de nitrate d'ammonium fait 189 morts et 900 blessés ;
- le 21 mai 1944, à la base navale de Pearl Harbor (Hawaï, États-Unis), la catastrophe de West Lock se produit lors de l'explosion accidentelle de munitions à l'occasion d'un transbordement. Elle fait 163 morts, 396 blessés et d'importants dégâts matériels ;
- le 17 juillet 1944, à Port Chicago, dans la baie de San Francisco (États-Unis), l'explosion accidentelle de deux cargos de munitions à quai fait 320 morts, 400 blessés et de très importants dégâts matériels ;
- le 10 novembre 1944, à Port Seeadler sur l'île de Manus (actuellement en Papouasie-Nouvelle-Guinée), lors du déchargement de l'USS Mount Hood (AE-11) (en), le chargement de munitions explose, faisant 432 morts et 371 blessés ;
- le 16 avril 1947, à Texas City (Texas, États-Unis), l'explosion de la cargaison de nitrate d'ammonium du navire français SS Grandcamp et l'incendie qu'elle déclenche font au moins 581 morts et plus de 3 000 blessés. C'est la pire catastrophe industrielle survenue aux États-Unis ;
- le 28 juillet 1947, à Brest (Finistère, France) l'explosion du nitrate d'ammonium du cargo Ocean Liberty fait au moins 26 morts et des centaines de blessés ;
- le 28 juillet 1948, à Ludwigshafen (Allemagne), un nuage de méthoxyméthane échappé d'un wagon-citerne explose dans une usine de la BASF, tuant 207 personnes et en blessant 3 818 par effet thermobarique et intoxication par divers produits chimiques ;
- du 26 au 31 octobre 1948, à Donora, en Pennsylvanie (États-Unis), une inversion d'air piège des rejets des usines American Steel and Wire et Donora Zinc. En trois jours, 18 personnes meurent, et 50 autres victimes décèdent par la suite.

### Années 1950
- Le 26 janvier 1950, à Saint-Éloy-les-Mines (Puy-de-Dôme, France), une catastrophe minière[21] fait 13 victimes. Le 20 mai 1952, un autre coup de grisou cause à nouveau 12 victimes à Frugères-les-Mines, dans le bassin de Brassac, également en Auvergne ;
- le 24 octobre 1953, à Seraing (province de Liège, Belgique), la catastrophe minière du charbonnage Le Many, un coup de grisou provoqué par une lampe défectueuse, fait 26 morts[22] ;

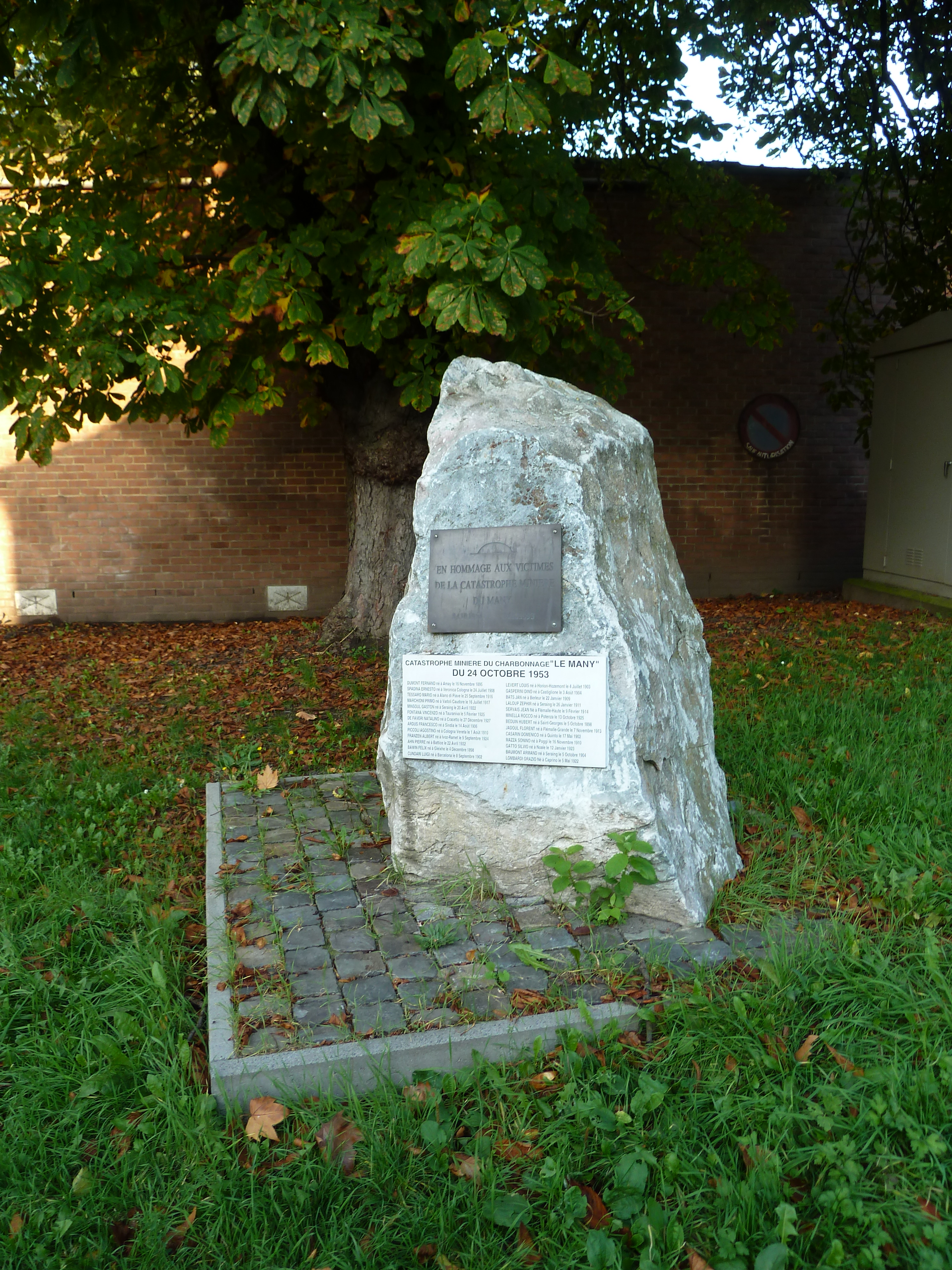
Monument aux morts de la catastrophe minière du Many, au Val-Saint-Lambert.

- le 8 août 1956, à Marcinelle, près de Charleroi (Belgique), un incendie dans la mine du Bois du Cazier fait 262 victimes ;
- en octobre 1957, à Windscale (devenue depuis Sellafield, Cumbria, Angleterre), l'incendie de Windscale se classe comme la pire catastrophe nucléaire de Grande-Bretagne par ses importants rejets de matières radioactives ;
- le 2 décembre 1959, dans le Var (France), le barrage de Malpasset cède et une vague de 60 mètres de hauteur dévale le lit du Reyran jusqu'à Fréjus. Elle fait 423 morts, touche 951 immeubles dont 155 sont entièrement détruits, et ravage totalement 1 030 hectares de terres agricoles[11].

### Années 1960
- Le 21 janvier 1960, à Coalbrook, près de Sasolburg, en Afrique du Sud, l'effondrement d'une mine de charbon provoque la mort de 435 mineurs[23].
- Le 24 octobre 1960, à Baïkonour (Kazakhstan, alors en URSS), lors de la catastrophe de Nedelin, l'explosion accidentelle d'un missile balistique intercontinental (ICBM) fait plus de 100 morts[24] ;
- le 7 février 1962, un coup de grisou suivi d'un coup de poussière provoque la mort de 299 mineurs à la mine de Luisenthal (Sarre, Allemagne);
- en mai 1962, à Centralia (Pennsylvanie, États-Unis), l'incendie de la mine (en) de charbon a commencé par un feu de poubelle sous le contrôle des pompiers. Il se prolonge encore 50 ans après, complètement souterrain et incontrôlé. La ville a dû être abandonnée ;
- le 9 octobre 1963, à Longarone (Italie), un glissement de terrain provoqué par la mise en eau du barrage provoque l'effondrement de trente cinq millions de mètres cubes de terres et de roches détachées du mont Toc, dans le lac artificiel du Vajont (Italie). Il en résulte deux vagues dont une vague aval  de 150 m de hauteur qui saute le barrage et submerge la vallée du Piave. Tous les villages en aval sont détruits, laissant 2 168 morts ; le barrage-voûte résiste cependant[25];
- le 2 février 1965, à Avion (Pas-de-Calais, France), un coup de grisou à la fosse no 7 fait 21 morts qui laissent 41 orphelins[26],[27] ;
- le 28 mai 1965, à Jharkhand (Inde, la catastrophe minière de Dhanbad fait plus 300 morts parmi les mineurs ;
- le 9 août 1965, à la base aérienne de Little Rock (en), à Searcy (Arkansas, États-Unis), 53 ouvriers sous contrat sont tués par un incendie aux silos des missiles Titan ;
- le 4 janvier 1966, à Feyzin, (Rhône, France), l'explosion de la raffinerie fait dix huit morts, dont onze pompiers, et une centaine de blessés ;
- le 21 octobre 1966, à Aberfan (Pays de Galles), le glissement d'un terril cause la mort de 144 personnes, dont 116 enfants d'une école primaire située en contrebas ;
- le 18 mars 1967, aux Seven Rocks (Cornouailles, Grande-Bretagne), le superpétrolier Torrey Canyon perd 123 000 tonnes de pétrole, souillant ainsi 180 km de côtes anglaises et françaises. Ce sinistre est considéré comme la première marée noire importante ;
- le 23 juin 1969, près de Bingen (Allemagne), le Rhin est accidentellement pollué par un fût de 500 litres d'insecticide, l'endosulfan. La pollution du fleuve s'étend sur plus de 600 km, tuant plus de 20 millions de poissons.

### Années 1970
- En 1970, à Darvaza (Turkménistan, alors en URSS), une équipe de prospection minière soviétique provoque accidentellement l'effondrement d'une cavité d'où s'échappe une grande quantité de gaz. Pour éviter tout accident et pollution toxique, les géologues décident d'y mettre le feu. En 2020, le cratère de Darvaza brûle toujours[28] ;
- le 4 février 1970, dans une mine de Fouquières-lez-Lens (Pas-de-Calais, France), appartenant à la Compagnie des mines de Courrières, un coup de grisou fait 16 morts ;
- le 3 février 1971, à Woodbine (Géorgie, États-Unis), l'explosion de l'usine de conditionnement d'explosifs Thiokol (en) tue 29 personnes et fait 50 blessés graves ;
- le 6 juin 1972, en Rhodésie, devenue aujourd'hui le Zimbabwe, la catastrophe de la mine Wankie laisse 426 morts ;
- le 19 décembre 1972, dans le golfe d'Oman, à la suite du naufrage du pétrolier Sea Star, 100 000 tonnes de pétrole se répandent en mer ;
- le 1er juin 1974, la catastrophe de Flixborough (Royaume-Uni), l'explosion de 50 tonnes de cyclohexane dans une usine chimique fait 28 morts et 36 blessés graves ;
- le 27 décembre 1974, à Liévin (Pas-de-Calais, France), un coup de grisou dans la fosse Saint-Amé de la Compagnie des mines de Lens fait 42 victimes. La catastrophe marque la fermeture du site ;
- le 7 juin 1975, au large de Singapour, à la suite de l'échouage du Showa-Maru, 237 000 tonnes de pétrole se répandent dans le détroit de Malacca ;
- le 8 aout 1975, à Banqiao (Chine), à la suite de précipitations extraordinaires dues à un typhon, la rupture du barrage de Banqiao provoque, en cascade, le dynamitage volontaire de 62 barrages. 26 000 personnes sont tuées directement et 145 000 meurent à la suite des épidémies et de la famine qui s'ensuivent. Cet événement est regardé comme la plus grande catastrophe industrielle de tous les temps ;
- le 12 mai 1976, dans la baie de La Corogne (Espagne), lors de l'explosion du pétrolier Urquiola, 100 000 tonnes de pétrole sont perdues en mer ;
- le 10 juillet 1976, à Seveso (Italie), l'explosion d'un réacteur chimique provoque une catastrophe écologique de grande ampleur au cours de laquelle des quantités importantes de dioxine sont relâchées dans l'atmosphère. Bien qu'aucune personne ne soit morte directement du fait du sinistre (le directeur de l'usine sera assassiné peu après), 193 personnes sont affectées de chloracné et autres symptômes. De plus, on constate la mort de 3 000 animaux, domestiques ou d'élevage, et à la suite, 70 000 animaux seront abattus pour empêcher la dioxine de pénétrer la chaîne alimentaire. Le retard avec lequel la fuite est déclarée aux autorités, les incertitudes liées aux capacités de nuisance des produits relâchés et l'inexpérience des intervenants concourent à en aggraver les conséquences. Par la suite, la directive Seveso, un ensemble de textes réglementaires, sera mis en place dans tous les pays de la Communauté européenne ;

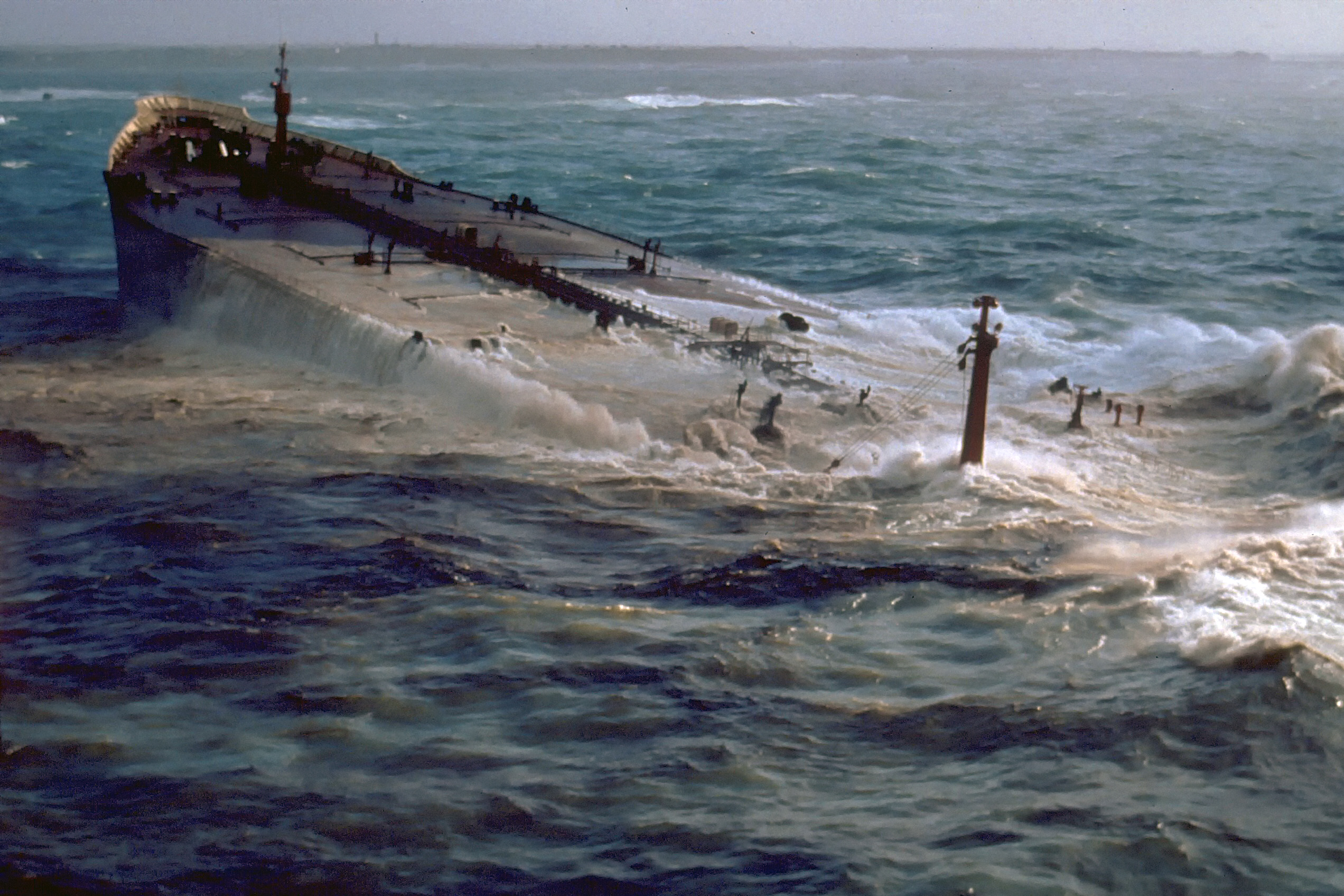
L'Amoco Cadiz en train de couler.

- le 16 mars 1978, à Portsall (Finistère), après le naufrage de l'Amoco Cadiz, un pétrolier, 220 000 tonnes de pétrole se répandent sur les côtes bretonnes. C'est la plus grande marée noire de l'histoire ;
- le 27 avril 1978, à Willow Island (Virginie-Occidentale, États-Unis), l'effondrement d'une tour de refroidissement (en) en construction dans une centrale tue 51 ouvriers. L'enquête conclut à la mise en charge prématurée d'une dalle de béton n'ayant pas suffisamment fait sa prise. Cet accident est regardé comme le plus grave dans l'histoire du bâtiment aux États-Unis[29] ;
- le 11 juillet 1978, la catastrophe de Los Alfaques (Espagne) fait 217 morts à cause de l'explosion d’un camion de propylène près d’un terrain de camping ;
- le 8 janvier 1979, dans le Sud-Ouest de l'Irlande, le pétrolier français Bételgeuse explose lors du déchargement de sa cargaison causant 49 morts ;
- le 6 février 1979, à Brême (Allemagne), la minoterie Roland est détruite par l'explosion de poussière de farine faisant 14 morts et 17 blessés ;
- le 28 mars 1979, la fusion partielle du cœur d'un réacteur nucléaire dans la centrale nucléaire de Three Mile Island en Pennsylvanie (États-Unis) cause le rejet de produits radioactif dans l'atmosphère. Le nombre des victimes de séquelles est controversé[30] ;
- le 3 juin 1979, dans le golfe du Mexique, la plate-forme pétrolière Ixtoc 1 explose et répand en mer de 500 000 à 1 million de tonnes de pétrole brut en neuf mois ;
- le 11 août 1979, en Inde, la catastrophe de Morvi, la rupture d'un barrage, cause entre 2 500 et 15 000 victimes.

### Années 1980
- Le 27 mars 1980, en mer du Nord, le basculement de la plate-forme Alexander Kielland cause la mort de 123 personnes ;
- le 20 mai 1980, huit hommes périssent dans la tragédie de la mine Belmoral à Val-d'Or (Canada). Le toit de la mine s'est effondré et les travailleurs sont morts noyés ou asphyxiés[31].
- le 20 novembre 1980, à Delcambre (Louisiane, États-Unis), en raison d’une erreur lors d'un forage pétrolier, le lac Peigneur, initialement composé d'eau douce, s’est entièrement vidé dans une mine de sel, avant de se transformer en lac salé ;
- le 15 février 1982, au large de Terre-Neuve (Canada), la plate-forme pétrolière mobile Ocean Ranger est heurtée par une vague scélérate et coule. Les 84 membres de l'équipage meurent noyés ;
- le 18 octobre 1982, à Metz (Moselle, France), une explosion de poussière survient dans un des silos à malt du port. Le bilan se porte à douze morts et trois blessés dont un grave, soit l’un des plus lourds pour un accident de ce type en France[32] ;
- le 7 janvier 1983, à Newark (New Jersey, États-Unis), une explosion de l'entrepôt pétrolier Texaco (en) est ressentie jusqu'à plus de 200 km de distance de l'épicentre, mais ne fait qu'un seul mort et une vingtaine de blessés ;
- le 27 mai 1983, près de Benton (Tennessee, États-Unis), l'explosion d'un atelier illégal de feux d'artifice (en) dans une ferme tue 11 personnes et en blesse une autre gravement. Elle provoque des dégâts dans un rayon de plusieurs kilomètres[33] ;
- le 5 août 1983, au large du Cap, le pétrolier Castillo de Bellver brûle avec à son bord 100 000 tonnes de pétrole ;
- le 24 février 1984, à Cubatão (Brésil), la rupture d'un oléoduc provoque un incendie qui fait 508 morts[34] ;
- le 23 juillet 1984, à Romeoville (Illinois, États-Unis), l'explosion de la raffinerie Union Oil (en) tue 19 personnes ;
- le 19 novembre 1984, à San Juan Ixhuatepec (État de Mexico, Mexique), le terminal PEMEX de gaz de pétrole liquéfié (GPL) est détruit par une série d'explosions de type BLEVE (vaporisation explosive d'un liquide porté à ébullition), consécutives à la rupture d'une conduite de GPL. Le bilan officiel de la catastrophe fait état de 500 morts, près de 7 000 blessés et 1 200 disparus[35] ;
- le 23 novembre 1984, à Uherské Hradiště (Tchécoslovaquie, aujourd'hui en République tchèque), une partie de l'usine MESIT s'effondre tuant 18 ouvriers et en blessant 43. L'accident est tenu secret par le régime communiste, cependant la nouvelle traverse le rideau de fer et parvient jusqu'aux média occidentaux[36] ;

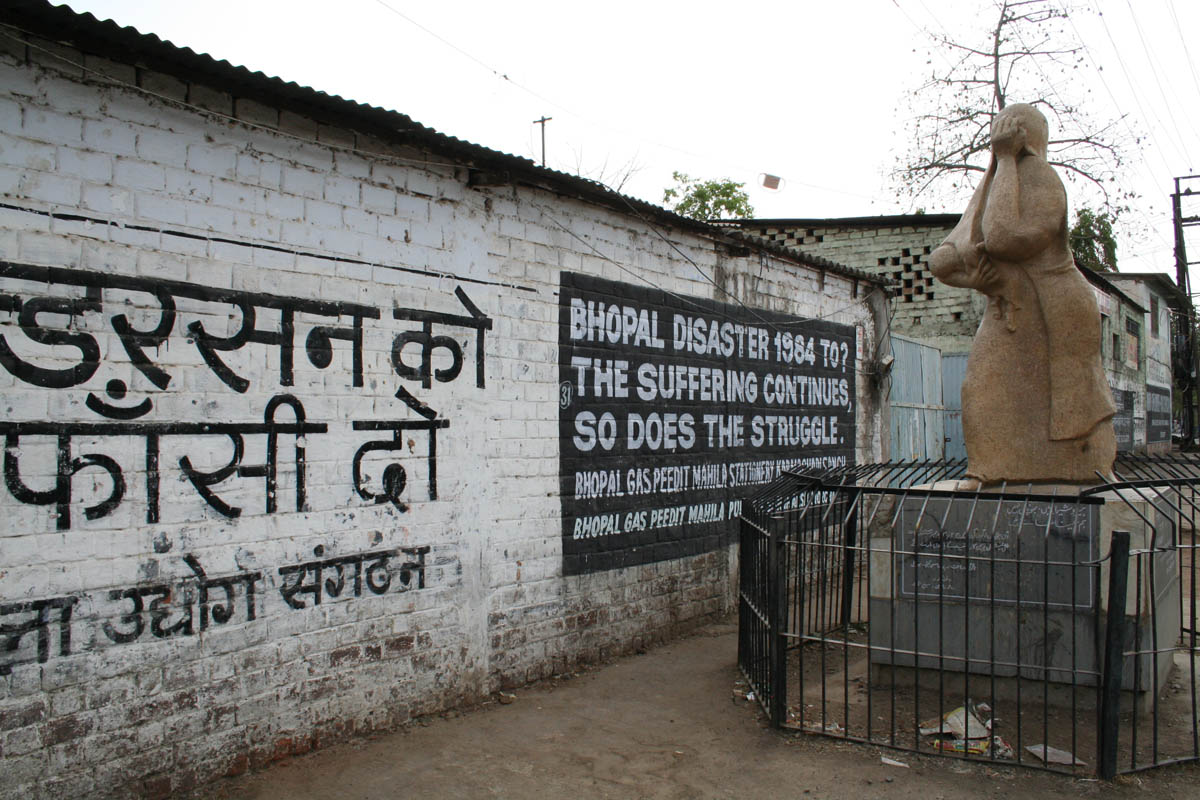
Mémorial de Bhopal.

- le 3 décembre 1984, à Bhopal (Inde), la fuite de 40 tonnes de gaz toxiques de l'usine de pesticides d'Union Carbide fait plus de 8 000 morts dans les trois premiers jours et plus de 20 000 dans les vingt ans suivants. Cet événement est regardé comme l'une des pires catastrophes industrielles de l'histoire : elle cause encore (2016) des problèmes sanitaires sévères à la population humaine et animale locale ;
- le 25 février 1985, à Forbach (France) un coup de grisou, suivi d'un coup de poussier au puits Simon fait 22 morts et une centaine de blessés parmi les mineurs[37] ;
- le 19 juillet 1985, près de Tesero (Italie), l'effondrement du barrage du Val de Stava concerne la rupture de deux barrages successifs, utilisés pour la sédimentation des boues de la mine voisine de Prestavel. Il entraîne l'une des pires catastrophes en Italie, avec 268 morts, 63 bâtiments détruits et la démolition de huit ponts ;
- le 28 janvier 1986, dans le ciel de Cap Canaveral (Floride, États-Unis), la désintégration au décollage de la navette spatiale Challenger cause la mort des 7 astronautes à son bord ;
- le 26 avril 1986, à proximité de Prypiat, en Ukraine, alors en URSS, consécutif à un essai de sécurité non maîtrisé, une mauvaise conception du réacteur RBMK et une culture de sûreté inadéquate, l'explosion du réacteur nucléaire de Tchernobyl débouche sur un incendie puis la fusion du cœur du réacteur. On estime le nombre de morts à plus de 4000 avec les années. C'est l'accident nucléaire le plus grave de l'histoire, notamment en raison de ses importantes conséquences sanitaires, mais aussi économiques et environnementales. Des traces de retombées radioactives ont été détectées jusqu'au Canada. La zone d'exclusion autour de Prypiat et à cheval sur la Russie, la Biélorussie et l'Ukraine, reste contaminée et essentiellement inhabitée en dehors des autres réacteurs de la centrale, restés en fonctionnement jusqu'en 2000 pour le dernier . Prypiat a été évacuée tardivement[évasif], et est depuis devenue une ville-fantôme ;
- le 1er novembre 1986, à Muttenz, près de Bâle (Suisse), un incendie dans une usine Sandoz, provoque le déversement tonnes de produits toxiques dans le Rhin, touchant gravement les écosystèmes et interdisant la pêche pendant six mois ;
- en 1987, à Nantes (France), l'explosion d'un dépôt d'engrais provoque un nuage toxique répandu sur l'agglomération nantaise ;
- le 2 juin, au port Édouard-Herriot de Lyon[38], dans un dépôt pétrolier, plusieurs bacs de plusieurs centaines de m3 explosent et sont projetés à 200 m de haut, puis un bac de 2 900 m3 explosent aussi, engendrant une boule de feu de 300 m de haut et 200 m de large ;
- le 10 avril 1988, à Rawalpindi (Punjab, Pakistan, l'explosion de l'Ojhri Camp (en), un centre de stockage d'explosifs de l'armée pakistanaise tue 93 personnes et en blesse un millier d'autres ;
- le 4 mai 1988, à Henderson (Nevada, États-Unis), la catastrophe industrielle de l'usine PEPCON, l'explosion suivie de l'incendie d'un entrepôt de carburants pour la propulsion spatiale, cause 2 mort et 372 blessés et un séisme artificiel de 3 à 3,5 sur l’échelle ouverte de Richter ;
- le 5 mai 1988, à Norco (Louisiane, États-Unis), l'explosion de la raffinerie Shell (en) fait 7 morts et 42 blessés graves et entraîne l'évacuation de 2 800 résidents. Le coût estimé pour Norco se monte à 706 millions de dollars US ;
- le 28 juin 1988, à Auburn (Indiana, États-Unis), dans l'atelier de revêtements Bastian Plating Company, une erreur de mélange de produits chimiques tue 4 personnes dans le pire accident en milieu confiné de l'histoire américaine. Une cinquième victime meurt 48 heures plus tard[39] ;
- le 6 juillet 1988, en mer du Nord, une fuite de gaz suivie d'une explosion sur la plate-forme pétrolière Piper-Alpha fait 167 morts ; il y a 62 survivants ; le coût pour les assureurs se monte à 3,4 milliards de dollars US. Cet événement est considéré comme le pire de l'histoire de l'industrie offshore du point de vue de son coût en vies humaine et de son impact sur cette industrie ;Nettoyage de la côte après la marée noire causée par le naufrage du pétrolier Exxon Valdez.

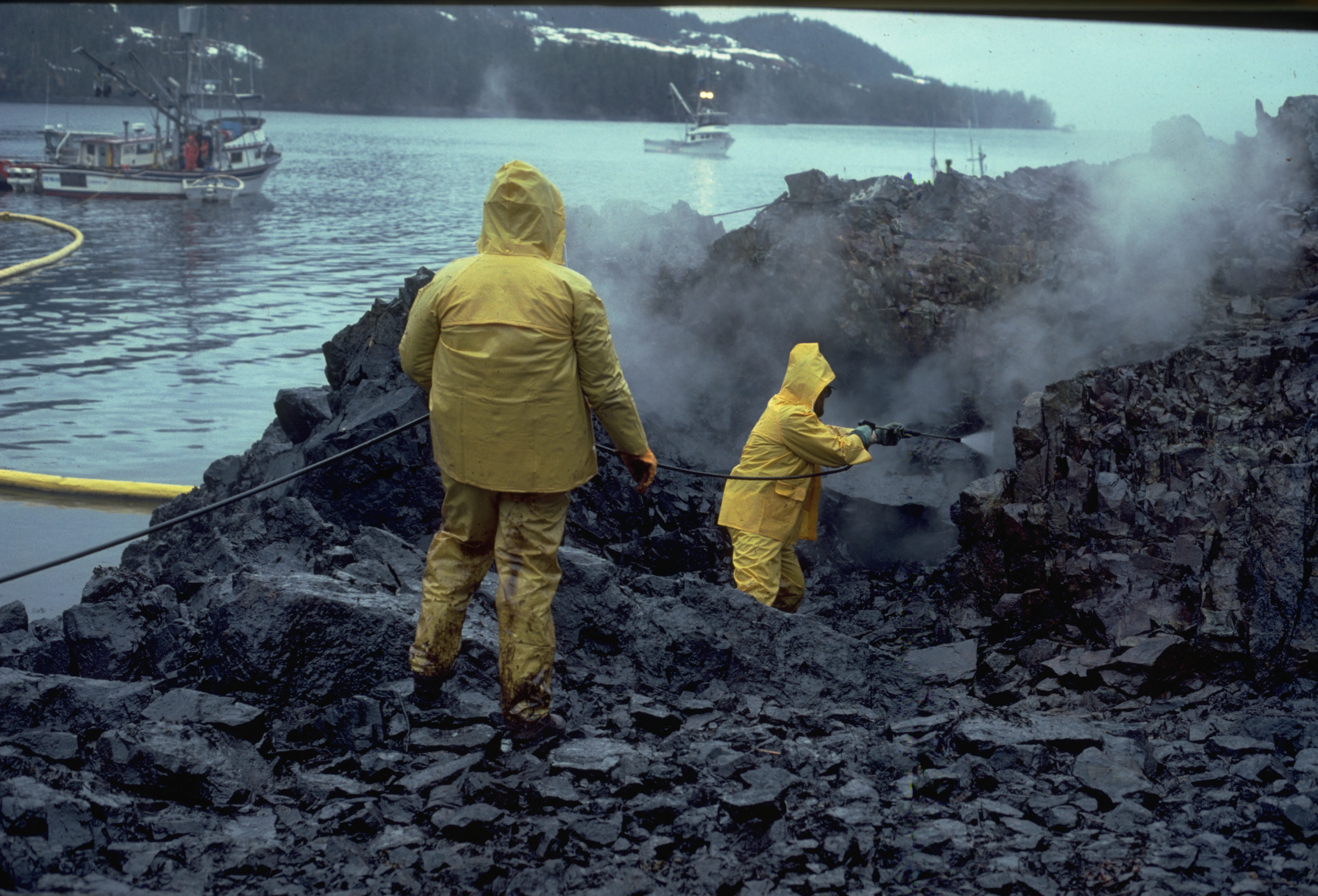
Nettoyage de la côte après la marée noire causée par le naufrage du pétrolier Exxon Valdez.

- le 24 mars 1989, sur la côte sud de l'Alaska (États-Unis), à la suite du naufrage du pétrolier Exxon Valdez, plus de 40 000 tonnes de pétrole brut se répandent sur 1 700 km de côtes. Cette marée noire est considérée comme l'une des plus dévastatrices atteintes de l'homme à l'environnement de l'histoire[40],[41]. L'effet de cette marée noire continue de se faire sentir 20 ans après ;
- le 4 juin 1989, près d'Oufa (Russie), un nuage de gaz naturel échappé d'une canalisation explose au passage de deux trains lors de la Catastrophe ferroviaire d'Oufa, tuant 575 personnes et en blessant plus de 800 par effet thermobarique ;
- le 23 octobre 1989, à Pasadena (Texas, États-Unis), l'explosion d'une usine chimique (en) et l'incendie consécutif tuent 23 personnes et en blesse gravement 314. L'explosion créa une secousse de magnitude 3,5 sur l'échelle de Richter.

### Années 1990
- Le 3 mai 1991, à Córdoba (Mexique), l'explosion de l'usine de pesticides Anaversa se produit au milieu d'une ville de plus de 300 000 habitants. 38 000 litres de pesticides sont répandus dans l'atmosphère ;
- le 24 mars 1992, à Dakar au Sénégal, l'explosion d'une citerne d'ammoniac de la société Sonacos entraîne 129 décès et plus de mille blessés, consécutifs à l'explosion puis à l'exposition au nuage toxique ;
- le 9 novembre 1992, à 5 h 20 du matin, une brèche provenant de « la vaporisation d'un mélange d'essence totale et de gaz libéré » crée un nuage gazeux d'hydrocarbure qui s'enflamme dans l'unité de transformation des distillats en carburant (craqueur 3) à la Raffinerie de Provence de Total, à la Mède. L'explosion qui s'ensuit est perçue jusqu'à Marseille. Sur les huit membres de l'équipe présent depuis 4 heures du matin, six meurent sur le coup à l'intérieur ou à proximité de la salle de contrôle ;
- le 3 décembre 1992 : le naufrage du pétrolier Aegean Sea en baie de La Corogne (Espagne). Le navire perd la totalité de ses 80 000 tonnes de pétrole brut ;
- le 5 janvier 1993 : naufrage du Braer, un pétrolier, aux îles Shetland ; la totalité de son chargement de 84 500 tonnes de pétrole se déverse dans la mer ;
- le 28 juin 1994, dans la nuit du 28 au 29 juin 1994, en gare de Lausanne, 3 wagons-citerne d'un train de marchandises déraillent. Ils transportent du chlorure de thionyle et de l’épichlorhydrine. Les pompiers doivent intervenir pour éviter une très grave pollution et tout risque d'explosion liées à leur contenu ;
- le 15 février 1996, lors du naufrage du Sea Empress, un pétrolier, au Pays de Galles, la moitié du contenu de ses cuves, soit 13 000 tonnes de pétrole brut, se répand ;
- le 6 août 1996, explosions et incendie dans une entreprise de produits chimiques pour l’agriculture à Heillecourt près de Nancy (France)[42] ;
- le 2 janvier 1997, lors du naufrage du pétrolier russe Nakhodka, au large de l'île japonaise de Honshū, 19 000 tonnes de pétrole se répandent dans la mer ;
- le 25 avril 1998, la rupture d’une digue d’un bassin de stockage de déchets miniers de la compagnie minière canado-suédoise Boliden à Aznalcóllar (Espagne) cause la fuite de 7 millions de tonnes d’effluents miniers acides à forte teneur en métaux lourds. Ils polluent 80 km de cours d’eau. On compte 30 tonnes de poissons morts, et 11 % des oiseaux du Parc national de Doñana auraient été contaminés. La contamination affecte également plus de 10 000 ha de pâturages, de marécages et de cultures ;
- le 12 décembre 1999, le naufrage de l'Erika, un pétrolier, au large des côtes françaises résulte en 12 000 tonnes de pétrole lourd répandues ;
- le 30 janvier 2000, 100 000 m3 d'eau contenant du cyanure sont déversés par accident dans un affluent roumain de la Tisza, anéantissant toute vie aquatique dans le cours hongrois de la rivière ;
- le 13 mai 2000, l'explosion de l'usine de stockage de feux d'artifice à Enschede, aux Pays-Bas cause 23 morts, 947 blessés et des dégâts matériels considérables.

## XXIesiècle

### Années 2000
- Le 15 mars 2001, une série d'explosions survient sur la plateforme géante P-36 de la compagnie brésilienne Petrobras, faisant 11 morts. La plateforme coule finalement le 20 mars ;
- le 21 septembre 2001, l'explosion de l'usine chimique AZF de Toulouse (France) fait 30 morts et plus de 2 500 blessés, et cause également des destructions importantes dans tout le sud-ouest de la ville ;
- le 22 octobre 2002, l'explosion à la cokerie d'Ougrée (Belgique) de l'entreprise Cockerill-Sambre (Arcelor) fait 3 morts et une trentaine de blessés ;
- le 14 novembre 2002, lors du naufrage du pétrolier Prestige, au large des côtes espagnoles, 77 000 tonnes de pétrole lourd sont répandues ;
- le 1er février 2003, la navette spatiale Columbia se désintègre lors de sa rentrée dans l'atmosphère, provoquant la mort des 7 astronautes à son bord ;
- le 27 mars 2003, un atelier de l'usine Nitrochimie à Billy-Berclau (France) explose et fait 4 morts. La déflagration est ressentie à plus de 10 km à la ronde[réf. nécessaire] ;
- le 27 juillet 2003, lors du naufrage du pétrolier Tasman Spirit, au large de Karachi (Pakistan), 40 000 tonnes de pétrole brut se déversent dans la mer ;
- le 30 juillet 2004, l'explosion d'un important gazoduc à Ghislenghien (Belgique), fait 24 morts et 132 blessés ;
- le 9 août 2004, à Mihama, à 320 km au nord-ouest de Tōkyō (Japon), un accident dans la centrale nucléaire de Mihama provoque la mort par brûlure de cinq employés et fait sept blessés[43]. L'accident n'est pas considéré comme un accident nucléaire[44] ;
- le 28 novembre 2004, un coup de grisou à Chengjiashan, dans la province du Shaanxi (Chine) fait 166 victimes dans une mine de charbon ;
- le 6 février 2005, un incendie se produit dans l'usine de produits phytosanitaires Chimac Agriphar[45],[46], un site Seveso à Seraing (Belgique) ;
- le 23 mars 2005, une explosion dans une raffinerie exploitée par BP à Texas City (États-Unis) cause la mort de 15 personnes. Cet accident va mettre en lumière des pratiques allant à l’encontre des règles de sécurité ainsi que l’obsolescence de certains systèmes de sécurité dans plusieurs raffineries en Amérique ;
- le 27 juin 2005, un incendie se produit à sur un site Seveso à Béziers (France) dans une usine de pesticides de SMB Formulation ; 1 700 tonnes de produits toxiques brûlent et une grande partie part en fumée, le nuage passe sur Narbonne, Carcassonne, Castres, Toulouse, etc. Le 1er juillet, des résidus brûlaient encore, le feu ne fut éteint que le 7 juillet. Plusieurs milliers de personnes sont confinées dans le cadre du PPI[47],[48] ;
- le 10 novembre 2005, un accident se produit à Zeven (Allemagne), dans une usine de biogaz, faisant 4 morts ;
- le 13 novembre 2005, à la suite d’une explosion dans l'usine pétrochimique de Jilin (Chine), 100 tonnes de benzène, un produit hautement toxique, sont déversées dans la rivière Songhua ;
- le 11 décembre 2005, la catastrophe de Buncefield (Angleterre), un incendie dans un terminal pétrolier est un des plus graves incendies survenus en Europe. Il dura deux jours, et 43 personnes furent blessées ;
- le 28 mai 2006, un forage de la compagnie pétrolière indonésienne PT Lapindo Brantas à 14 km au sud de la ville de Sidoarjo, dans la province de Java oriental, atteint la profondeur de 2 834 m. De l'eau, de la vapeur et de petites quantités de gaz entrent alors en éruption, provoquant le volcan de boue de Sidoarjo ;
- le 18 janvier 2008, durant un transfert du pétrolier Minerva Helen au terminal de Copenhague (Danemark), 200 t d'hydrocarbures sont déversées accidentellement[49] ;
- le 25 octobre 2008, une explosion dans une usine de poudre de Kazan (Russie) fait 4 morts et 5 blessés. Un tiers du bâtiment a été détruit ;
- le 29 janvier 2009, un camion explose dans la raffinerie des Flandres près de Dunkerque (France), causant 1 mort et 5 blessés[50] ;
- le 15 juillet 2009, une explosion sur la plate-forme pétrochimique de Carling, en Moselle (France), fait 2 morts et 6 blessés ;
- le 23 novembre 2009 deux explosions successives dans une usine pétrochimique classée Seveso à Andrézieux-Bouthéon dans la Loire (France) font 4 blessés dont 2 graves ;
- le 8 décembre 2009, la station d'épuration de Bruxelles-Nord, détenue par le consortium franco-belge Aquiris (filiale de Veolia) et situé à Bruxelles (Belgique) est en panne, les eaux usagées des Bruxellois se déversent directement dans la Senne, l'Escaut et le Rupel, de nombreux poissons sont retrouvés morts dans ces trois cours d'eau[51].

### Années 2010

La plateforme pétrolière Deepwater Horizon en feu, avant de couler.

- Le 28 mars 2010, à la suite d'une inondation, 153 ouvriers se retrouvent piégés dans la mine de charbon de Wangjialing, dans la province du Shanxi (Chine)[52]. Au moins 3 000 sauveteurs participent aux secours en pompant environ 2 000 m3 d'eau par heure[53] ;
- le 20 avril 2010, la plateforme pétrolière Deepwater Horizon coule dans le golfe du Mexique, au large de la Louisiane, provoquant l'une des marées noires les plus graves depuis la catastrophe de l'Exxon Valdez. Onze travailleurs y perdent la vie ;
- Le 8 mai 2010, une double explosion fait 91 morts et plus d'une centaine de blessés en  dans la mine de Raspadskaïa, dans la région de Mejdouretchensk dans l'oblast de Kemerovo, en Russie.
- le 4 octobre 2010, l'Accident de l'usine d'aluminium d'Ajka (Hongrie) concerne la rupture d'un réservoir d'environ 1,1 million de m3. À la suite, des centaines de milliers de mètres cubes de boues rouges toxiques sont répandus sur plus de 40 km2, et atteignent le Danube le 7 octobre[54] ;
- le 11 mars 2011, la centrale nucléaire de Fukushima Daiichi (Japon) fait l'objet du deuxième plus grave accident nucléaire de l'Histoire à la suite du séisme du 11 mars 2011 de magnitude 9 qui a dévasté le nord de l'archipel nippon ;
- le 4 mars 2012, l'explosion d’un des principaux dépôts d’armes de Brazzaville (République du Congo), à Mpila, cause la mort de 282 personnes et des blessures à plus de 2 300 autres. Elle détruit également des milliers d'habitations[55] ;
- le 25 août 2012, un incendie à la raffinerie d'Amuay au Venezuela provoque la mort de 48 personnes. L'incendie fait suite à une explosion causée par une fuite de gaz[56] ;
- le 22 janvier 2013, une fuite de Mercaptan dans l'usine Lubrizol de Rouen (France) provoque un nuage qui s'étend jusqu'en région parisienne et au Sud de l'Angleterre (Kent), où les autorités confinent les habitants dans leurs logements. Une odeur de gaz et d'ail incommode des centaines de milliers d'habitants ;
- le 17 avril 2013, l'explosion de la West Fertilizer Company, causée par du nitrate d'ammonium dans une usine de fabrication d'engrais à West (Texas), aux États-Unis cause la mort de 14 personnes et en blesse plus de 200 autres[57] ;
- le 24 avril 2013, l'effondrement d'un immeuble à Dacca, la capitale du Bangladesh[58], parfois appelé « catastrophe de Dacca » par les médias, a provoqué au moins 1 000 morts[59] ;
- le 6 juillet 2013, à Lac-Mégantic, au Québec, le déraillement d'un train transportant une importante cargaison de pétrole brut, répartie sur 72 wagons-citerne, provoque la mort de 47 personnes[60] ;
- le 22 novembre 2013, l'explosion d'un oléoduc dans le port de Qingdao en Chine tue 47 personnes, principalement des ouvriers qui tentaient de colmater une fuite[61] ;
- le 13 mai 2014, l'accident minier de Soma, une explosion dans une mine du district de Soma, dans la province de Manisa, en Turquie, entraîne la mort de plus de 300 mineurs[62] ;
- le 4 août 2014, en Colombie-Britannique, au Canada, la catastrophe du Mont Polley concerne le drainage minier acide d'une mine d'or et de cuivre déversé à la suite de la rupture d'un barrage ;
- le 5 août 2015, aux États-Unis se produit le déversement d'eaux résiduaires industrielles de la mine Gold King. Un sous-traitant de l'Environmental Protection Agency, agence de protection de l'environnement nationale, déverse 11 millions de litres d'eau de drainage minier acide (contenant de l'arsenic, des métaux lourds dont du plomb et du cadmium), provenant d'une ancienne mine d'or, dans la rivière Animas, au Colorado. La pollution s'étend sur 160 kilomètres et touche l'État du Nouveau-Mexique et la Nation navajo[63] ;
- le 12 août 2015, à Tianjin en République populaire de Chine, l'explosion d'un entrepôt contenant plus de 2 400 tonnes de produits toxiques fait 173 morts[64] et des dégâts considérables[65] ;
- le 5 novembre 2015, à Mariana, dans l’État du Minas Gerais, au Brésil, deux barrages miniers s’effondrent l'un après l'autre[66], libérant 60 000 mètres cubes de boue contenant un mélange de produits dont des métaux lourds (plomb, mercure…) dans le Rio Doce. La pollution asphyxie des millions de poissons et prive d'eau potable plus de 500 000 riverains[67] ;
- le 20 décembre 2016, à Tultepec au Mexique, le marché aux feux d'artifice subit une série d'explosions dévastatrices. 36 personnes sont tuées et 70 blessées[68] ;
- le 6 juin 2018, un silo à grain explose au quartier du Port du Rhin à Strasbourg (France) et fait quatre blessés (dont trois graves)[69] ;
- le 17 février 2019, l'oléoduc d'Île-de-France géré par le groupe Total fuit à Autouillet dans les Yvelines (France), 4 à 7 hectares de champs et des rivières sont touchés par la fuite d'hydrocarbures[70] ;
- le 21 mars 2019, une explosion survient dans une usine de fabrication de pesticides à Yancheng, en Chine. L'explosion fait 78 morts et 617 blessés, et engendre une pollution importante au NOx dans l'atmosphère, et au chloroforme, chlorure de méthylène (concentration 8,4 fois supérieure à la norme), dichloroéthane (concentration 2,8 fois supérieure à la norme) et toluène dans les rivières environnantes ;
- le 3 juillet 2019, à Saint-Germain-en-Laye (Yvelines, France), une usine de traitement des eaux usées du SIAAP, classée site Seveso seuil haut, prend feu, interrompant partiellement le traitement des eaux rejetées dans la Seine. Trois tonnes de poissons morts sont repêchés dans les jours qui suivent et les activités nautiques interdites en aval[71] ;
- le 24 septembre 2019, une mine d'or clandestine s'effondre à Tibesti au Tchad, provoquant la mort de 50 personnes de différentes nationalités[72] ;
- le 26 septembre 2019, un incendie important se déclare vers 2 h 40 dans les installations de l'usine Lubrizol, classé « Seveso seuil haut », produisant des additifs pour les huiles de moteurs, à Rouen. Les habitants avoisinants sont invités à rester confinés chez eux[évasif][73],[74].

### Années 2020
- Le 25 juillet 2020, un vraquier japonais, le MV Wakashio naviguant sous pavillon panaméen et contenant 200 tonnes de gazole et 3 800 tonnes de fioul[75] s'échoue sur les récifs au sud-est de l'Île Maurice. Le contenu des cuves s'échappe dans les lagons[76] ;
- Le 4 août 2020, dans le port de Beyrouth, deux explosions successives se produisent dans  un entrepôt contenant 2 750 tonnes de nitrate d'ammonium. Un bilan provisoire fait état d'environ 150 morts, une cinquantaine de disparus et plus de 5 000 blessés[77], et une partie importante de la ville est dévastée ;
- Le 10 septembre 2020, un entrepôt où sont stockés des bidons d'huile et des pneus de voiture dans la zone franche du port de Beyrouth, prend feu, à la suite des étincelles d'une scie électrique. L'incendie dure plusieurs heures et laisse échapper un épais panache noir de fumée sur la ville[78] ;
- Le 14 juin 2021, incendie dans une usine Lubrizol à Rockton, dans l'Illinois, aux États-Unis[79] ;
- Le 27 juillet 2021, explosion à Leverkusen : une usine de traitement de déchets explose puis brûle, avec un bilan provisoire de 1 mort, 4 disparus et 31 blessés.
- Le 25 novembre 2021, la catastrophe minière de Listviajnaïa dans la région de Kemerovo en Russie fait 51 victimes et 49 blessés.